# Premier ministre ivoirien
Le Premier ministre de Côte d'Ivoire est le chef du gouvernement de la Côte d'Ivoire. Cependant, il n'est pas le chef de l'exécutif, rôle assuré par le président de la République, chef de l'État. Le Premier ministre est nommé par ce dernier, devant lequel il est responsable et qui peut le démettre de ses fonctions.
L'actuel titulaire du poste est Robert Beugré Mambé depuis le lundi 16 octobre 2023.

## Historique

### Création de la fonction
Dans les années 1980, le pouvoir du président Houphouët-Boigny est affaibli à la suite d'une crise économique survenue à la fin des années 1970. Il met donc fin au régime du parti unique et organise en 1990 la première élection présidentielle, à laquelle seul Laurent Gbagbo se présente face à lui. Il remporte facilement l'élection et appelle Alassane Ouattara, ancien économiste du FMI, au poste de Premier ministre.

## Compétences
Le Premier ministre de Côte d'Ivoire ne détient, au regard de la constitution, aucun pouvoir exécutif propre. Il supplée le président de la République lorsque celui-ci est absent du territoire. Contrairement à la pratique prévalant en régime parlementaire, le Premier ministre ivoirien n’est pas issu de la majorité parlementaire. Les membres du gouvernement, placés sous son autorité, sont nommés sur sa proposition par le président de la République. Il dirige et coordonne l'action du gouvernement et peut déléguer certaines de ses attributions aux ministres,.